# Anna Munro
Anna Gillies Macdonald Munro (4. října 1881 Glasgow – 11. září 1962 Padworth, poblíž Readingu) byla skotská sufražetka.
Narodila se v rodině Margarety Anny MacVean a učitele Evana Macdonalda Munro. Založila pobočku WSPU (Women's Social and Political Union) v Dunfermline. Po rozkolu v řadách WSPU se stala čelnou členkou odštěpenecké organizace WFL (Women's Freedom League). 1907 byla za svoji činnost uvězněna. Kolem roku 1912 se přestěhovala do Anglie. Roku 1913 se provdala za Sidneyho Ashmana (přijali jméno Munro-Ashman), který jí obdivoval jako řečnici v Berkshire. Krátce na to byla uvězněna ve věznici v Holloway.